# Olga Reznichenko
Olga Reznichenko (* 1989 in Taganrog) ist eine russische Jazzmusikerin (Piano, auch Synthesizer, Komposition).

## Leben und Wirken
Reznichenko erhielt ab dem achten Lebensjahr klassischen Klavierunterricht. Nachdem sie über Jazzkonzerte in der Schule den Jazz kennenlernte, begann sie gegen den Willen der Eltern, mit Musikern aus diesem Genre zu spielen. Seit 2008 studierte sie Jazz-Piano am staatlichen S.W.-Rachmaninow-Konservatorium in Rostow, seit 2012 an der Hochschule für Musik und Theater „Felix Mendelssohn Bartholdy“ Leipzig zunächst bei Richie Beirach, dann bei Michael Wollny. 2018 schloss sie ihr Bachelor-Studium ab. Das für den Sommer 2022 geplante Master-Abschlusskonzert fiel krankheitsbedingt aus.
2017 veröffentlichte Reznichenko im Duo Sofia & Olga mit Sängerin Sophia Bicking ihr Debütalbum Shells in Motion bei Unit Records. 2018 trat sie bei den Leipziger Jazztagen in der Matthew Herbert Brexit Big Band auf. Im selben Jahr gründete sie zusammen mit Schlagzeuger Max Stadtfeld und Lorenz Heigenhuber am Kontrabass anlässlich ihres Bachelor-Abschlusskonzerts das Olga Reznichenko Trio. 2022 erschien bei Traumton das gemeinsame Debütalbum Somnambule, das bei BR-Klassik stark herausgestellt wurde: „Jeder Song entwickelt einen ganz eigenen Charakter im Spiel mit hymnischen Atmosphären und harmoniesattem Power-Play, Popsong-Qualität und russischer Spätromantik, zartestem Töne-Tupfen und unerbittlichen, übereinander gelegten Minimal Music Patterns. Es ist avancierte, harmonisch und rhythmisch anspruchsvolle Musik“. In der Sendung Einstand – Musiker am Anfang einer großen Karriere – des Deutschlandfunk Kultur wurde das Debütalbum ebenfalls ausführlich besprochen. Im Trio mit Heigenhuber und Stadtfeld folgte 2024 ihr Album Rhythm Dissection.
Ferner ist Reznichenko Mitglied im Quartett A Word Is a Swallow mit Theresia Philipp, Robert Lucaciu und Philipp Scholz, mit denen sie 2021 beim Südtirol Jazzfestival Alto Adige auftrat. Weiterhin gehört sie zum Ensemble Spielvereinigung Süd und spielt im Quartett von Nora Benamara und in den Bands Breu und Space Shuttle des Schlagzeugers Maximilian Breu. Auf dem 2022 veröffentlichten Debütalbum von Breu – I Want to Become – ist Reznichenko neben Andreas Dombert und Andreas Lang zu hören.
Außerdem gehört Reznichenko zum Programmkuratorium der Leipziger Jazztage und zum Organisationsteam des Mjuzik Festivals in Leipzig.

## Preise und Auszeichnungen
Reznichenko gewann mit ihrer Band Ylativ Algo 2014 beim Getxo Festival 2014 den 1. Preis, 2017 erreichte sie im Duo Sofia & Olga bei den Sparda Jazz Awards den zweiten Platz. Beim Neuen Deutschen Jazzpreis 2022 gehörte ihr Trio zu den drei Finalisten, konnte aber krankheitsbedingt nicht am Wettbewerb teilnehmen.